# Injurias a la Corona (España)

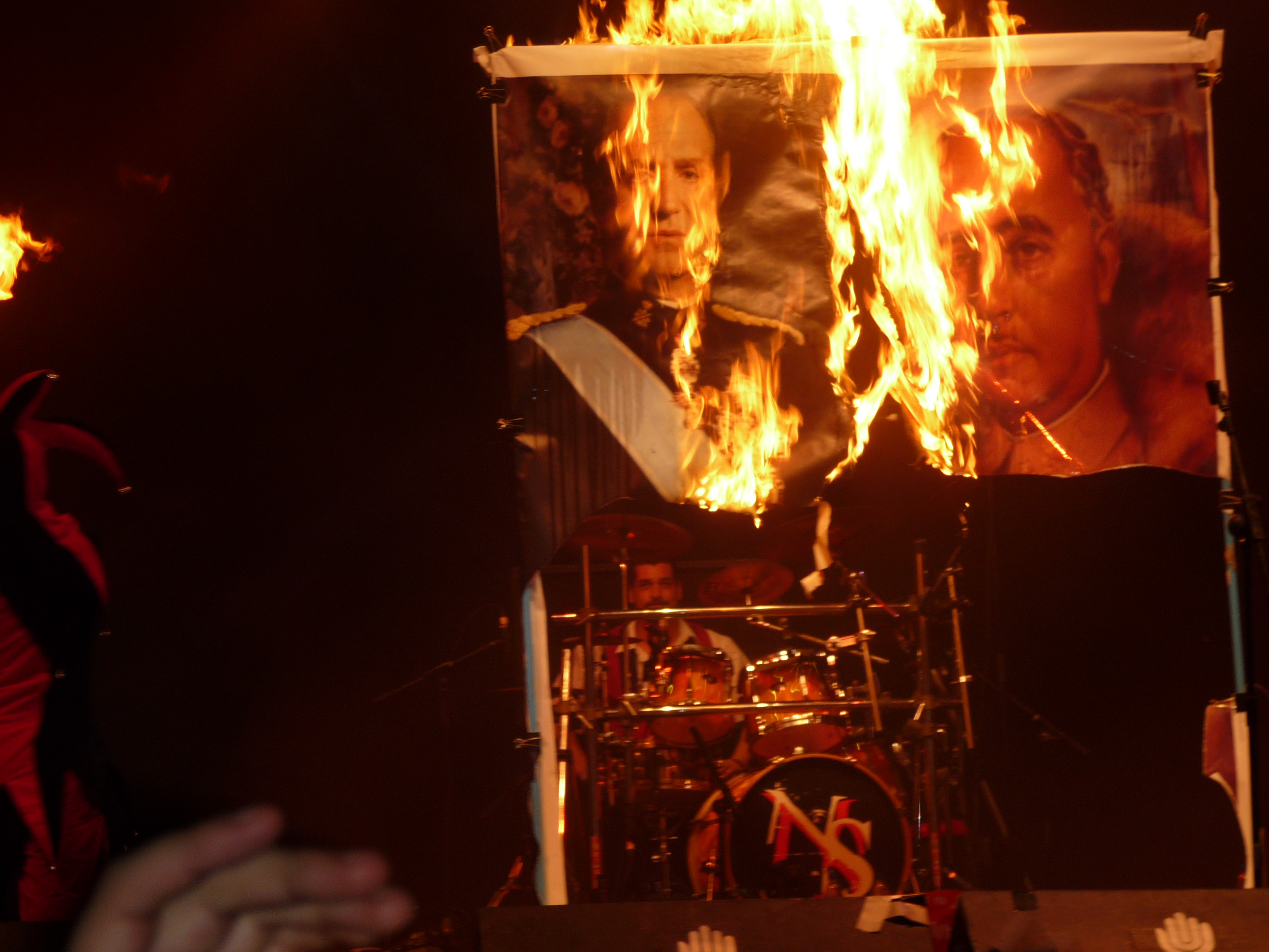
Quema de un retrato de Juan Carlos I y Francisco Franco en la actuación de El Noi del Sucre en Extremúsica (2009).

Las injurias a la Corona constituyen un delito tipificado en el artículo 491 del Código penal español, que prevé penas de multa de cuatro a veinticuatro meses. Este delito es causa de controversia entre las fuerzas políticas y ha sido causa de polémica en diversas ocasiones, como por ejemplo en el proceso llevado a cabo en 2007 contra la revista satírica El Jueves. El Tribunal Europeo de Derechos Humanos considera en sus sentencias que el que dicha acción esté tipificada como delito va en contra de la Convención Europea de Derechos Humanos. 
El 13 de marzo de 2018 el Congreso de los Diputados, con los votos en contra de PP, Ciudadanos y PSOE, rechazó la proposición de ley de Esquerra Republicana de Catalunya para que se despenalizaran los delitos de injurias a la Corona y de ultraje a España desoyendo al Tribunal de Estrasburgo.

## Articulado
El delito de injurias a la Corona se encuentra recogido en la Ley Orgánica 10/1995, de 23 de noviembre, del Código penal en su Título XXI, llamado Delitos contra la Constitución. En el Capítulo II se recogen los Delitos contra la Corona, en los que se incluyen: 

[...] al Rey, o a cualquiera de sus ascendientes o descendientes, a la Reina consorte o al consorte de la Reina, al Regente o a algún miembro de la Regencia, o al Príncipe heredero de la Corona [...] art. 485.

Aunque es un tipo penal distinto (calumnias), en el punto 3.º del arriba mencionado artículo 490 se establece que:

El que calumniare o injuriare al Rey o a cualquiera de sus ascendientes o descendientes, a la Reina consorte o al consorte de la Reina, al Regente o a algún miembro de la Regencia, o al Príncipe heredero de la Corona, en el ejercicio de sus funciones o con motivo u ocasión de éstas, será castigado con la pena de prisión de seis meses a dos años si la calumnia o injuria fueran graves, y con la de multa de seis a doce meses si no lo son.

Y en el 491: 

1. Las calumnias e injurias contra cualquiera de las personas mencionadas en el artículo anterior, y fuera de los supuestos previstos en el mismo, serán castigadas con la pena de multa de cuatro a veinte meses.

2. Se impondrá la pena de multa de seis a veinticuatro meses al que utilizare la imagen del Rey o de cualquiera de sus ascendientes o descendientes, o de la Reina consorte o del consorte de la Reina, o del Regente o de algún miembro de la Regencia, o del Príncipe heredero, de cualquier forma que pueda dañar el prestigio de la Corona.

## Procesos

### Punto y hora de Euskal Herria
En febrero de 1981 Xabier Sánchez Erauskin, director de la revista Punto y hora de Euskal Herria, fue acusado de injurias a la Corona por un artículo en relación con la visita del rey de España Juan Carlos I a la casa de juntas de Guernica con el título «Paseíllo y espantá». Con paseíllo se refería a la visita real y con espantá a la dimisión reciente de Adolfo Suárez en el mes de enero de ese mismo año. Fue condenado a un año de prisión. Ingresó en la cárcel el 15 de abril de 1983 y salió de la misma en enero de 1984.

### Arnaldo Otegi
En noviembre de 2005 fue condenado por el Tribunal Supremo a un año de cárcel por injurias a la Corona debido a unas declaraciones de febrero de 2003 en las que denominó jefe de los torturadores al rey Juan Carlos I en relación con las denuncias de torturas sufridas por el director del diario Euskaldunon Egunkaria, Martxelo Otamendi, sentencia que sería suspendida por tres años en 2006 por el Tribunal Superior de Justicia del País Vasco.
A mediados del mes de marzo de 2011 el Tribunal Europeo de Derechos Humanos condenó a su vez al Estado español a pagar la suma de 20 000 euros en concepto de daños morales por vulnerar la libertad de expresión de Arnaldo Otegi, señalando la desproporción existente entre la exagerada condena por injuriar al monarca español y la penalidad muy inferior que se hubiera impuesto si las mismas se hubieran dirigido contra cualquier otro ciudadano español.

### El oso Mitrofán
Este oso pardo, presuntamente, fue matado por Juan Carlos I en una cacería durante una visita privada a Rusia en la población de Novolenskoye. Los medios rusos, con gran resonancia internacional, se hicieron eco de la acusación de un oficial ruso que afirmaba que el oso había sido embriagado con vodka y miel. La Casa real española negó estas acusaciones.
Los diarios vascos Deia, su suplemento Caduca HOY, y Gara publicaron, los días 28 de octubre y 2 de noviembre de 2006, una viñeta satírica y un artículo respectivamente, en las que se trataba el caso.
El 2 de abril de 2008, un año y cuatro meses después de la denuncia de la Fiscalía acusando de injurias al rey a los periodistas de los medios antes citados, el juez Fernando Grande-Marlaska decidió archivar el caso al no apreciar delito en los chistes. Una semana más tarde el fiscal de la Audiencia Nacional, presentó un recurso contra la decisión del juez de archivar el caso. El 17 de junio de 2008, la sala de lo penal de la Audiencia Nacional obligó a Grande-Marlaska a reabrir el caso al considerar que «ataca la autoestima del monarca».

### Artista de hiphop
El 7 de noviembre de 2007, Rivas Leyva, cantante de hiphop canario y líder del grupo Poetas de la Calle, fue condenado al pago de una multa de 1440 euros por un delito de injurias al rey y a la Guardia Civil.
Los hechos se remontaban al 19 de marzo de 2005 cuando, en un concierto de su grupo, según el testimonio aportado por un agente del citado cuerpo armado, el cantante pronunció frases como «el rey tenía que estar enterrado», calificándolo de «parásito», o afirmando «me cago en los muertos de la Guardia Civil».
El fiscal pidió 14 400 euros de multa, pero ante la difícil situación económica del acusado, la multa fue rebajada.

### El Jueves

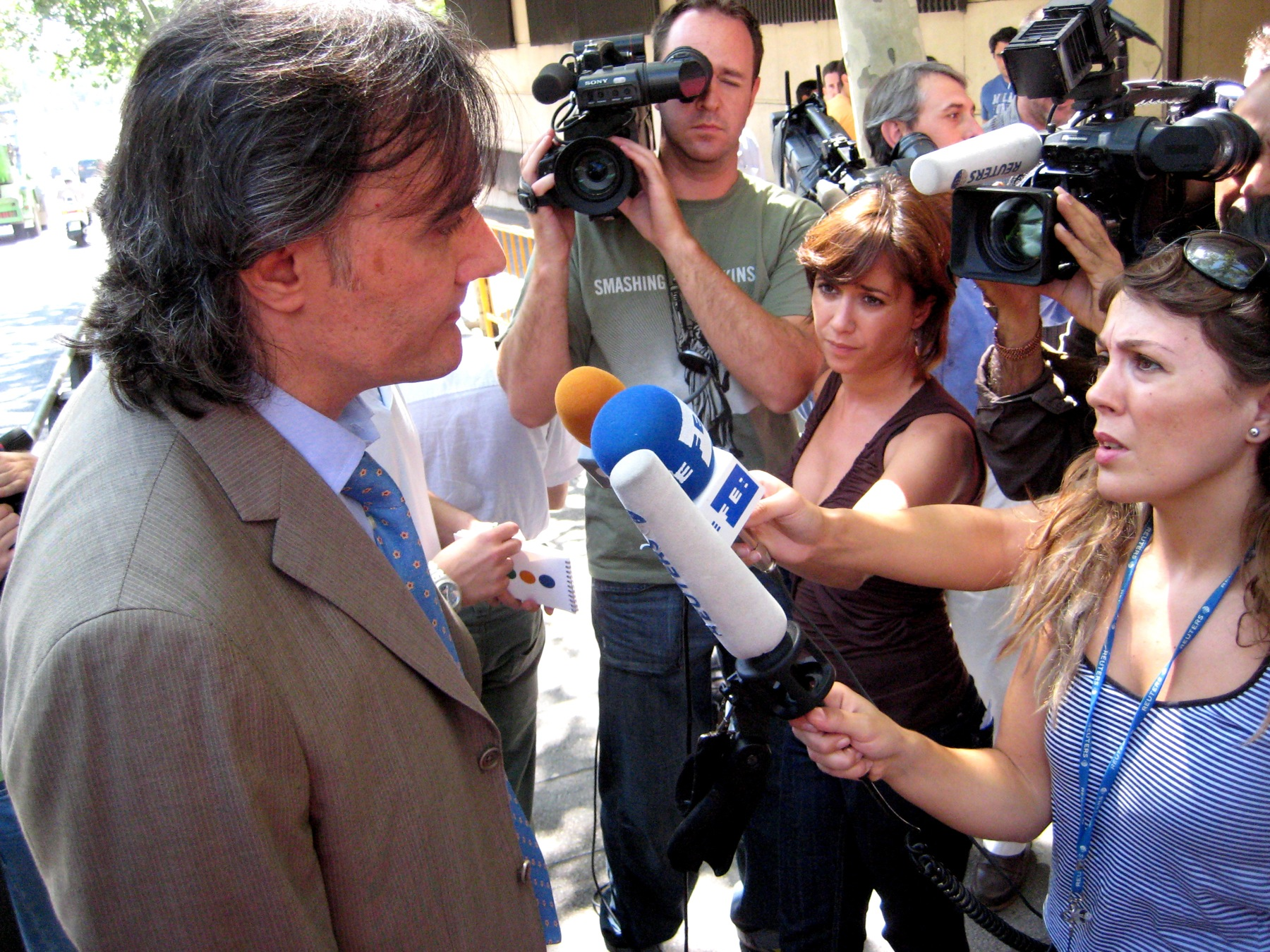
Guillermo Torres Meana, el autor de la viñeta, a la salida de la Audiencia Nacional.

Uno de los procesos por injurias a la Corona que más resonancia tuvo fue el entablado contra la revista El Jueves a causa de la portada del número 1573 del 18 de julio de 2007. En dicha portada aparecen el actual rey de España, Felipe de Borbón y su esposa Letizia Ortiz en una postura sexual explícita. La caricatura hace referencia a la ayuda a la natalidad anunciada por el presidente del Gobierno español José Luis Rodríguez Zapatero.
El juez de la Audiencia Nacional Juan del Olmo ordenó, para el 20 de julio, el secuestro de la publicación, la prohibición de su venta, la confiscación de los moldes y, más tarde, el cierre de la página web de la revista. El juez Grande-Marlaska abrió la vista oral el 30 de julio de 2007. La Fiscalía de la Audiencia Nacional pidió inicialmente una multa de 3600 euros para cada uno de los responsables, aunque más tarde elevaría la cifra a seis mil euros. El 14 de noviembre del mismo año el juez José María Vázquez Honrubia declaró culpables a los imputados de un delito de injurias al príncipe heredero y los condena al pago de una multa de tres mil euros.
Este caso despertó un gran interés por parte del público. Prueba de ello es que disparó la tirada con un aumento de 135 000 lectores respecto al año 2006, convirtiéndose así, según el estudio general de medios, en el segundo semanario no rosa más comprado, después de la revista Interviú. Por otro lado, los días posteriores al secuestro se llegaron a pedir, en las subastas en Internet, cantidades relativamente grandes de dinero por los ejemplares del número secuestrado. En estas mismas subastas en Internet se llegó a pagar cien euros por un ejemplar del número secuestrado.

### Quema de fotografías del rey Juan Carlos I
Otro de los casos que más repercusión tuvieron por parte de los medios de comunicación fue la quema de fotografías del monarca. Tras una visita de Juan Carlos I a Gerona realizada el 13 de septiembre de 2007, una manifestación convocada por la izquierda independentista catalana con el lema «Els catalans no tenen rei» («Los catalanes no tienen rey», en catalán), dos activistas prendieron fuego a una fotografía de Juan Carlos I y Sofía de Grecia, reyes de España.
El primer juicio se celebró el 20 de noviembre de 2007 y en él se condenó a cada uno de los acusados a quince meses de prisión o a la sustitutiva multa de 2700 euros. Sin embargo, el juicio tuvo que ser repetido por decisión unánime del pleno de la sala de lo penal de la Audiencia Nacional al considerar que no se había permitido a los acusados expresarse en el proceso en catalán. Tras la repetición del juicio, la condena fue la misma que la impuesta en noviembre de 2007. La sección penal de la Audiencia Nacional confirmó en reunión plenaria, a principios de noviembre de 2008, que la quema de fotografías de los monarcas españoles debía ser considerada delito y, por tanto, castigada con pena de seis a veinticuatro meses de prisión. Esta decisión se tomó después de que la fiscalía rebajara la calificación de los hechos a «alteraciones del orden público».
A partir del inicio del proceso contra los dos independentistas, el número de actos en los que, en solidaridad con los acusados, las quemas de retratos reales se multiplicaron, así como sus respectivos procesos judiciales. Tanto en Cataluña como en otras partes de España.
En octubre de 2008, con motivo del 70.º cumpleaños de Sofía de Grecia, se presentó un libro escrito por la periodista Pilar Urbano que recogía opiniones de la reina sobre temas de actualidad que causaron polémica. Respecto a la quema de fotografías reales afirmaba que «fue un disgusto para todos» en la Zarzuela, pero «no nos quemaban a nosotros. Son trozos de papel. Ya se apagarán».
En 2015, el Tribunal Constitucional desestimó el recurso de amparo de los dos condenados, Enric Stern y Jaume Roura, y en su sentencia afirmó que el Tribunal Europeo de Derechos Humanos cree necesario «sancionar e incluso prevenir todas las formas de expresión que propaguen, inciten, promuevan o justifiquen el odio basado en la intolerancia». La sentencia fue apoyada por los siete magistrados del sector conservador del tribunal y con el voto discrepante de los cuatro magistrados progresistas.
Stern y Roura recurrieron al Tribunal Europeo de Derechos Humanos que, el 13 de marzo de 2018, por unanimidad, condenó a España por violar el artículo 10 del Convenio Europeo de Derechos Humanos, que defiende la libertad de expresión. El tribunal consideró que hubo «injerencia en la libertad de expresión» de Stern y Roura y que la pena aplicada «no fue proporcionada con el fin perseguido ni necesaria en una sociedad democrática», por lo que se debía indemnizar a cada uno con los 2700 euros pagados de multa y otros 9000 euros en concepto de gastos y honorarios. Según el tribunal de Estrasburgo, el acto no fue una incitación al odio ni a la violencia.

### José Antonio Barroso
El 14 de abril de 2008, José Antonio Barroso, alcalde en aquel momento de Puerto Real, en un acto conmemorativo del aniversario de la Segunda República declaró que «el Borbón de condición deleznable, el presente, no es menos deleznable de lo que fue su padre. Es hijo de un crápula, de una persona de condición licenciosa, deplorable, deleznable. No menos licenciosa que la de su esposa. El rey, señores, porque su procedencia lo es, es corrupto».
A raíz de estas declaraciones, el juez de la Audiencia Nacional Grande-Marlaska le citó a declarar el 27 de octubre de 2008 imputado en un delito de injurias graves al rey. Barroso se presentó en los juzgados portando bajo el brazo el libro Juan Carlos I, el último Borbón, del escritor aragonés y coronel del ejército Amadeo Martínez Inglés, y declaró que «existen fallos democráticos en este sistema» ya que «no se puede hablar del rey, ni de sus negocios ilícitos, ni de su fortuna de origen desconocido».
El 9 de junio de 2009 fue condenado por los hechos denunciados, en primera instancia, por el Juzgado central de lo penal de la Audiencia Nacional a una pena de 6480 euros.

### Ardor de Estómago
En marzo de 2012 la Audiencia Nacional juzgó por un delito de calumnias e injurias contra la Corona al grupo musical Ardor de Estómago. La fiscalía pedía 1800 euros de multa por la letra de una canción publicada en junio de 2010, en la que se incluían frases tales como «a quién le cubren las espaldas con los secretos de Estado» y «quién tiene lameculos pegados como lapas siguiéndole por todos lados».
La sentencia 24/2012, de 27 de marzo, del juzgado central de lo penal de la Audiencia Nacional, condenó a cada uno de los miembros de Ardor de Estómago a una multa de novecientos euros más su parte proporcional de las costas del juicio.

### Coronel Amadeo Martínez Inglés
En octubre de 2012, el juez de la Audiencia Nacional, Ismael Moreno Chamarro, procesó al coronel Amadeo Martínez Inglés imputándole un delito de calumnias e injurias graves contra la Corona. Según el auto del juez, la pena privativa de libertad que podría imponérsele «no excedería de nueve años de prisión».
La causa del procesamiento fue un artículo escrito por el acusado titulado ¿Por qué te callas? en el que el juez apreció que se acusaba al monarca español de haber cometido los presuntos delitos de participación en el golpe de Estado de 1981, corrupción, malversación de fondos públicos, fratricidio y alta traición en relación con la entrega del Sahara español a Marruecos. El coronel Martínez Inglés, en respuesta al auto de acusación del juez Moreno, manifestó su convicción de no haber incurrido en conducta delictiva alguna, comunicó su intención de defenderse por sí mismo y solicitó que se dedujera testimonio en la vista oral del juicio a una serie de personas entre las que se hallaban Iñaki Urdangarin, Cristina de Borbón, Corinna zu Sayn-Wittgenstein, José María Ruiz-Mateos y Mario Conde.

### Diputados de la CUP
Tres de los cinco detenidos comparecen ante la Audiencia Nacional el 13 de diciembre de 2016 por la quema de fotografías del rey.

### Pitada al rey
El 22 de diciembre de 2017, Santiago Espot fue condenado por el juez de la Audiencia Nacional José María Vázquez Honrubia a pagar 7200 euros por delito de injurias a la Corona y ultrajes a España. El acusado había publicado en el perfil de Facebook de la entidad Catalunya Acció el 28 de mayo de 2015: «Por la pitada al himno de España y al rey Felipe de Borbón», en la final de la Copa del Rey de fútbol el 30 de junio entre el F. C. Barcelona y el Athletic de Bilbao.

### Pablo Hasél
El rapero leridano Pablo Hasél ingresó en prisión en febrero de 2021, condenado por enaltecimiento del terrorismo. También fue procesado por injurias contra la Corona y contra las instituciones del Estado, y fue condenado por ello al pago de dos multas.

### Valtònyc
El rapero Valtònyc fue detenido el 23 de agosto de 2012 acusado de varios delitos, que además de injurias a la Corona, incluían enaltecimiento del terrorismo y amenazas a políticos. Fue condenado a tres años y seis meses de prisión. En 2018, escondido en el maletero de un coche, huyó a Bélgica para eludir la acción de la justicia.

## Críticas a la penalización
Desde diferentes sectores sociales, políticos y judiciales se ha criticado la tipificación como delito de las injurias a la Corona. Los principales argumentos utilizados a favor de su exclusión son los límites que impone a la libertad de expresión, los privilegios que otorga a la familia real española frente al resto de los ciudadanos y el hecho, relevante para la política criminal española, de que su castigo resulte contraproducente para los intereses de la monarquía.
El 13 de septiembre de 2007, Giulia Tamayo León, de Amnistía Internacional, declaró que su organización había dirigido sendos escritos al Ministerio de Justicia y a la Fiscalía de la Audiencia Nacional en los que se pedía que se revisara la legislación española sobre este punto con el objetivo de mejorar la garantía de los derechos de los periodistas.
En la sesión parlamentaria de 22 de abril de 2008, el grupo parlamentario de Esquerra Republicana-Izquierda Unida-Iniciativa per Catalunya Verds presentó una proposición de ley orgánica para despenalizar las injurias a la Corona al considerar que su sanción «afecta a los fundamentos básicos del sistema democrático» y es «desproporcionada».
El 10 de octubre de 2008 un grupo de unos cincuenta letrados provenientes de las Baleares, Cataluña y Valencia presentaron en el Colegio de Abogados de Barcelona un manifiesto en el que expresaban su preocupación por «el enjuiciamiento constante de personas relacionadas con la quema de fotografías e imágenes de la familia real». Destacaban que la sobreprotección a la Corona podía chocar con el derecho a la igualdad recogido en el artículo 14 de la Constitución española de 1978. Además, añadían que, al ser una institución «impuesta», la monarquía debía aceptar las críticas de la ciudadanía y que la protección penal de los artículos 490 y 491 del Código penal español entraba en colisión con la libertad ideológica y la libertad de expresión. El objetivo del manifiesto era promover el debate en torno a esta cuestión en los colegios profesionales de abogados y, en general, en la sociedad.
El 15 de octubre de 2008, Reporteros Sin Fronteras pidió que se reformara la legislación española sobre injurias a la Corona ya que «perjudica la libertad de expresión. También  denunció las presiones judiciales sobre los profesionales de los medios de comunicación para que se conviertan en auxiliares de la policía», en referencia al caso del fotógrafo que tuvo que comparecer ante la Audiencia Nacional por haberse negado a entregar las imágenes tomadas en los sucesos de Gerona de 2007.

### Vídeo
- El fiscal pide 18 meses de cárcel para los jóvenes que quemaron la foto del Rey
- Entrevista de Monegal con el editor de El Jueves (en catalán)
- Vídeo del juicio En Público.es

- Datos: Q5916273